# 白马井镇
白马井镇，是中华人民共和国海南省儋州市下辖的一个乡镇级行政单位。

## 行政区划
白马井镇下辖以下地区：
胜利社区、解放社区、海滨社区、东方社区、新街社区、南司社区、福村、藤根村、禾能村、马口井村、钱地村、竹古村、山花村、寨基村、南庄村、松鸣村、英丰村、旧地村、兰城村、学兰村和东山村。

## 交通
- 海南西环高速铁路：白马井站